# Словакия на зимних Олимпийских играх 1994
Словакия принимала участие в Зимних Олимпийских играх 1994 года в Лиллехаммере (Норвегия), впервые как независимое государство, но не завоевала ни одной медали.

## Результаты соревнований

### Биатлон
Мужчины
| Соревнование         | Спортсмены                                              | Стрельба | Время     | Место |
| -------------------- | ------------------------------------------------------- | -------- | --------- | ----- |
| Спринт               | Павел Котраба                                           | 2+2      | 32:04,0   | 51    |
| Спринт               | Даниэль Крчмарж                                         | 1+3      | 32:24,1   | 57    |
| Индивидуальная гонка | Лукаш Крейчи                                            | 1+1+2+2  | 1:03:28,0 | 50    |
| Индивидуальная гонка | Павел Сладек                                            | 0+1+0+2  | 1:03:51,7 | 56    |
| Эстафета             | Павел Сладек Павел Котраба Даниэль Крчмарж Лукаш Крейчи | 0+3      | 1:40:00,3 | 18    |

Женщины
| Соревнование         | Спортсменки     | Стрельба | Время   | Место |
| -------------------- | --------------- | -------- | ------- | ----- |
| Спринт               | Соня Мигокова   | 1+1      | 27:03,8 | 12    |
| Спринт               | Мартина Яшицова | 1+1      | 27:11,6 | 15    |
| Индивидуальная гонка | Мартина Яшицова | 0+0+1+1  | 53:56,4 | 6     |
| Индивидуальная гонка | Соня Мигокова   | 1+2+2+2  | 58:46,5 | 40    |

### Горнолыжный спорт
Женщины
| Соревнование     | Спортсменка        | Скоростной спуск/ 1 спуск | Скоростной спуск/ 1 спуск | Слалом/ 2 спуск | Слалом/ 2 спуск | Всего   | Место |
| Соревнование     | Спортсменка        | Время                     | Место                     | Время           | Место           | Всего   | Место |
| ---------------- | ------------------ | ------------------------- | ------------------------- | --------------- | --------------- | ------- | ----- |
| Скоростной спуск | Луция Медзиградска | Не проводится             | Не проводится             | Не проводится   | Не проводится   | 1:39,22 | 32    |
| Суперкомбинация  | Луция Медзиградска | 1:30,70                   | 26                        | 1:41,67         | 13              | 3:12,37 | 13    |
| Супергигант      | Луция Медзиградска | Не проводится             | Не проводится             | Не проводится   | Не проводится   | 1:25,57 | 33    |
| Слалом           | Луция Медзиградска | 1:02,67                   | 27                        | 58,88           | 17              | 2:01,55 | 20    |

### Лыжное двоеборье
| Соревнование         | Спортсмены    | Прыжки с трамплина | Прыжки с трамплина | Лыжная гонка | Лыжная гонка | Лыжная гонка | Итоговое время | Место |
| Соревнование         | Спортсмены    | Результат          | Место              | Гандикап     | Результат    | Место        | Итоговое время | Место |
| -------------------- | ------------- | ------------------ | ------------------ | ------------ | ------------ | ------------ | -------------- | ----- |
| Индивидуальная гонка | Михал Гьяцко  | 184,0              | 36                 | +7:00        | 40:02,5      | 19           | 47:02,5        | 26    |
| Индивидуальная гонка | Йозеф Бахледа | 140,5              | 52                 | +11:49       | 41:54,4      | 38           | 53:43,4        | 51    |
| Индивидуальная гонка | Мартин Байер  | 142,5              | 51                 | +11:36       | 44:43,9      | 51           | 56:19,9        | 52    |

### Лыжные гонки
Мужчины
| Соревнование              | Спортсмен   | Результат | Место |
| ------------------------- | ----------- | --------- | ----- |
| 10 км классическим стилем | Иван Баторы | 26:58,7   | 43    |
| Гонка преследования       | Иван Баторы | 1:05:34,3 | 34    |

Женщины
| Соревнование              | Спортсменки                                                                 | Результат | Место |
| ------------------------- | --------------------------------------------------------------------------- | --------- | ----- |
| 5 км классическим стилем  | Любомира Балажова                                                           | 15:23,9   | 21    |
| 5 км классическим стилем  | Альжбета Гавранчикова                                                       | 15:47,2   | 32    |
| 5 км классическим стилем  | Ярослава Букваёва                                                           | 16:26,6   | 46    |
| 5 км классическим стилем  | Татьяна Кутликова                                                           | 16:27,7   | 48    |
| Гонка преследования       | Альжбета Гавранчикова                                                       | 44:10,2   | 17    |
| Гонка преследования       | Любомира Балажова                                                           | 45:29,0   | 24    |
| Гонка преследования       | Татьяна Кутликова                                                           | 46:53,7   | 35    |
| Гонка преследования       | Ярослава Букваёва                                                           | 47:28,9   | 40    |
| 15 км свободным стилем    | Альжбета Гавранчикова                                                       | 42:34,4   | 8     |
| 15 км свободным стилем    | Татьяна Кутликова                                                           | 47:34,9   | 46    |
| 30 км классическим стилем | Любомира Балажова                                                           | 1:30:58,7 | 18    |
| 30 км классическим стилем | Альжбета Гавранчикова                                                       | 1:33:41,5 | 32    |
| 30 км классическим стилем | Татьяна Кутликова                                                           | 1:36:41,4 | 43    |
| Эстафета 4×5 км           | Любомира Балажова Ярослава Букваёва Татьяна Кутликова Альжбета Гавранчикова | 1:01:00,2 | 7     |

### Прыжки на лыжах с трамплина
26 января 1994 года почтой Словакии выпущена почтовая марка, посвященная соревнованиям, номиналом в 2 словацких кроны (художник Душан Нагель).
| Соревнование        | Спортсмены       | 1 прыжок  | 1 прыжок | 2 прыжок  | 2 прыжок | Всего | Место |
| Соревнование        | Спортсмены       | Результат | Место    | Результат | Место    | Всего | Место |
| ------------------- | ---------------- | --------- | -------- | --------- | -------- | ----- | ----- |
| Нормальный трамплин | Мартин Швагерко  | 97,5      | 40       | 115,5     | 16       | 213,0 | 25    |
| Нормальный трамплин | Мирослав Слушный | 92,0      | 46       | 60,0      | 52       | 152,0 | 51    |
| Большой трамплин    | Мартин Швагерко  | 74,4      | 30       | 78,5      | 23       | 152,9 | 28    |
| Большой трамплин    | Мирослав Слушный | 65,6      | 39       | 41,1      | 50       | 106,7 | 45    |

### Санный спорт
Мужчины
| Соревнование | Спортсмен     | 1 заезд   | 1 заезд | 2 заезд   | 2 заезд | 3 заезд   | 3 заезд | 4 заезд   | 4 заезд | Итоговый результат | Итоговое место |
| Соревнование | Спортсмен     | Результат | Место   | Результат | Место   | Результат | Место   | Результат | Место   | Итоговый результат | Итоговое место |
| ------------ | ------------- | --------- | ------- | --------- | ------- | --------- | ------- | --------- | ------- | ------------------ | -------------- |
| Одиночки     | Йозеф Шкварек | 51,775    | 23      | 51,835    | 23      | 51,300    | 19      | 51,612    | 19      | 3:26,522           | 19             |

Женщины
| Соревнование | Спортсменка      | 1 заезд   | 1 заезд | 2 заезд   | 2 заезд | 3 заезд   | 3 заезд | 4 заезд   | 4 заезд | Итоговый результат | Итоговое место |
| Соревнование | Спортсменка      | Результат | Место   | Результат | Место   | Результат | Место   | Результат | Место   | Итоговый результат | Итоговое место |
| ------------ | ---------------- | --------- | ------- | --------- | ------- | --------- | ------- | --------- | ------- | ------------------ | -------------- |
| Одиночки     | Мария Ясенчакова | 49,411    | 13      | 50,351    | 20      | 49,276    | 3       | 49,418    | 7       | 3:18,456           | 15             |

### Хоккей
Состав
| Номер | Имя              | Хват  | Рост, см | Вес, кг | Дата рождения | Клуб   | Игры | ПШ | КН   | %ОБ  |
| ----- | ---------------- | ----- | -------- | ------- | ------------- | ------ | ---- | -- | ---- | ---- |
| —     | Яромир Драган    | Левый | 183      | 80      | 14.09.1963    | Кошице | 3    | 7  | 5,25 | ?    |
| 1     | Эдуард Хартманн  | Левый | 182      | 86      | 05.06.1965    | Дукла  | 6    | 17 | 3,29 | 86,1 |
| 23    | Мирослав Михалек | Левый | 191      | 87      | 30.06.1965    | Слован | 2    | 5  | 3,00 | ?    |

| Номер | Имя               | Позиция    | Хват   | Рост, см | Вес, кг | Дата рождения | Клуб                  | Игры | Шайбы | Передачи |
| ----- | ----------------- | ---------- | ------ | -------- | ------- | ------------- | --------------------- | ---- | ----- | -------- |
| 3     | Ергуш Бача        | Защитник   | Левый  | 188      | 96      | 04.01.1965    | Милуоки Эдмиралс      | 8    | 1     | 2        |
| 5     | Мариан Смерчак    | Защитник   | Левый  | 183      | 81      | 24.12.1970    | Дукла                 | 8    | 0     | 1        |
| 6     | Мирослав Марцинко | Защитник   | Правый | 184      | 82      | 16.01.1964    | Кошице                | 8    | 0     | 1        |
| 7     | Любомир Секераш   | Защитник   | Левый  | 184      | 80      | 18.11.1968    | Дукла                 | 8    | 0     | 0        |
| 9     | Властимил Плавуха | Нападающий | Левый  | 182      | 82      | 06.11.1968    | Кошице                | 5    | 0     | 0        |
| 10    | Ото Гашчак        | Нападающий | Правый | 186      | 90      | 31.01.1964    | Фрёлунда              | 7    | 1     | 6        |
| 11    | Владимир Буржил   | Защитник   | Левый  | 191      | 92      | 17.05.1969    | Слован                | 4    | 0     | 0        |
| 14    | Душан Погорелец   | Нападающий | Левый  | 180      | 95      | 20.11.1972    | Слован                | 5    | 0     | 0        |
| 15    | Рене Пухер        | Нападающий | Левый  | 180      | 74      | 02.12.1970    | Кошице                | 6    | 1     | 0        |
| 18    | Мирослав Шатан    | Нападающий | Левый  | 188      | 89      | 22.10.1974    | Дукла                 | 8    | 9     | 0        |
| 21    | Бранислав Янош    | Нападающий | Левый  | 174      | 81      | 08.01.1971    | Дукла                 | 8    | 1     | 4        |
| 22    | Роман Контшек     | Нападающий | Левый  | 182      | 83      | 11.06.1970    | Дукла                 | 8    | 4     | 0        |
| 25    | Станислав Медржик | Защитник   | Левый  | 180      | 80      | 04.04.1966    | Дукла                 | 8    | 0     | 0        |
| 26    | Петер Штястный    | Нападающий | Правый | 183      | 95      | 18.09.1956    | Сент-Луис Блюз        | 8    | 5     | 4        |
| 27    | Ян Варголик       | Защитник   |        | 184      | 90      | 28.02.1970    | Кошице                | 6    | 0     | 0        |
| 28    | Любомир Колник    | Нападающий | Левый  | 185      | 88      | 23.01.1968    | Йокипоят              | 8    | 1     | 1        |
| 29    | Йозеф Даньо       | Нападающий | Левый  | 183      | 87      | 28.12.1968    | Дукла                 | 8    | 3     | 3        |
| 39    | Роберт Петровицки | Нападающий | Левый  | 182      | 88      | 26.10.1973    | Хартфорд Уэйлерс      | 8    | 1     | 6        |
| 44    | Роберт Швегла     | Защитник   | Правый | 186      | 86      | 02.01.1969    | Мальмё                | 8    | 2     | 4        |
| 68    | Жигмунд Палффи    | Нападающий | Левый  | 179      | 86      | 05.05.1972    | Солт-Лейк Голден Иглз | 8    | 3     | 7        |

| Должность         | Имя               | Гражданство | Дата рождения |
| ----------------- | ----------------- | ----------- | ------------- |
| Главный тренер    | Юлиус Шуплер      | Словакия    | 27.10.1950    |
| Ассистент тренера | Франтишек Госса   | Словакия    | 13.09.1954    |
| Ассистент тренера | Владимир Штястный | Словакия    | 10.05.1945    |